# Cryptotriton
Cryptotriton är ett släkte av groddjur som ingår i familjen lunglösa salamandrar.
Dessa salamandrar förekommer i bergstrakter och på högplatå i Mexiko, Guatemala och Honduras.
Arter enligt Catalogue of Life:
- Cryptotriton adelos
- Cryptotriton alvarezdeltoroi
- Cryptotriton monzoni
- Cryptotriton nasalis
- Cryptotriton wakei
- Cryptotriton veraepacis